# خط سیدهام
خط سیدهام (انگلیسی: Siddhaṃ script) (also Siddhāṃ),
همچنین در شکل تکامل یافته بعدی خود به عنوان "Siddhamatṛka" شناخته می‌شود.
خطوط براهمی قرون وسطایی است، مشتق از خط گوپتا و اجدادی به ناگری، نگاری شرقی، تیرهوتا، اودیا و خط‌های نپالی.